# Friend to Friend
Una rete friend-to-friend (in italiano: Da amico ad amico) o in sigla F2F è un tipo di rete P2P dove gli utenti effettuano connessioni dirette con le persone che conoscono. Le password o le firme digitali si possono usare per l'autenticazione.